# Ancienville
Ancienville é uma comuna francesa na região administrativa de Altos da França, no departamento Aisne. Estende-se por uma área de 3,85 km². Em 2010 a comuna tinha 74 habitantes (densidade: 19,2 hab./km²).